# Das Geheimnis von Chateau Richmond
Das Geheimnis von Chateau Richmond ist der Titel der zweiten Folge aus der stummen Detektivfilm-Reihe Miss Nobody, die Willy Zeyn sen. 1913 für Karl Werners Filmproduktion in Berlin realisierte. Die Titelrolle des weiblichen Detektivs spielte Senta Eichstaedt. In der Rolle des Vivian Dartin war Fred Selva-Goebel zu sehen. Wer das Drehbuch schrieb, ist nicht überliefert.

## Handlung
Miss Nobody klärt einen Fall von Erbschaftsschwindel auf, in dem ein verschwörerischer Männerbund, der seine Mitglieder per Eid dazu verpflichtet, ihr Vermögen an ihn abzutreten, mit dem rechtmäßigen Erben um den Besitz eines geheimnisvollen Schatzes auf dem titelgebenden Schloss wetteifert.

## Hintergrund
Detektivgeschichten standen in den 1910er Jahren bereits hoch im Kurs. Durch die Einführung einer Frau als Detektiv gewann das Genre noch einmal an Spannung und Interesse beim Publikum. 

„1903 wurde in Stuttgart zum ersten Mal eine Frau in den Polizeidienst aufgenommen. Sie war zuständig für die Überwachung weiblicher Häftlinge und ihrer Betreuung nach der Entlassung. Nach dem Stuttgarter Vorbild wurden in vielen deutschen Städten so genannte Polizeiassistentinnen eingestellt, die für Sittendelikte, Schulschwänzer sowie auffällige Kinder und Jugendliche zuständig waren. 1913 arbeiteten Polizeiassistentinnen in 19 deutschen Städten. Beim Film waren sie in dieser Zeit indes schon viel weiter und gestanden der ersten weiblichen Ermittlerin ein größeres Handlungsspektrum zu.“

Das Bühnenbild schuf der Filmarchitekt Kurt Dürnhöfer. Die Photographie besorgte Georg Paezel.
Der Film lag im April 1913 der Berliner Polizei in einer Länge von 920 Metern (4 Akten) zur Zensur vor. Er hatte 25 Zwischentitel. Unter der Zensurnummer 1318 erhielt er Jugendverbot. Geschnitten werden musste eine Szene, bei welcher die Bandenmitglieder beim Schwur ihre Hände auf einen Totenkopf legen.
Auch die Polizei in München verbot unter den Nrn. 8281, 8282, 8283, 8284 den Besuch des Films für Jugendliche.

## Zeugnisse zur Aufführungsgeschichte
Lingen,   8.   November – Lingener   Lichtspielhaus.   “Dem verehrten   Publikum   zur gefälligen  Kenntnisnahme,  dass  ich  mit  den  Kammerlichtspielen  Hannover  einen Abschluß   gemacht   habe   und   von   jetzt   ab   nur   die   allerneusten   Schlager   zur Vorführung gelangen. Ich bin daher gezwungen, die Eintrittspreise auf 40, 60 und 80 Pfennig  zu  erhöhen.  Es  gelangt  zur  Vorführung  am  Sonnabend  ab  8  Uhr  und Sonntag ab 4 Uhr der große Schlager: “Das Geheimnis von Chateau Richmond” (…).  Zu zahlreichem Besuch lade ich ergebenst ein: Hermann H. Heskamp.” (Aus alten Zeitungen...Chronik November 1913 / LV 241 r)
Bei Räumungsarbeiten im Sommer 2009 wurde im Dachstock des Zürcher Kinotheaters »Radium« an der Mühlegasse 5 von der Stadtarchäologie Zürich ein altes Kinoplakat zu “Das Geheimnis von Chateau Richmond” gefunden, das auf den 15. Januar 1914 oder 1915 datiert und 70 × 99 cm groß ist. Es kündigt an: “Der beste Detectiv-Schlager in 4 Acten”.

## Rezeption

### Zeitgenössische Besprechung
Der Film wurde besprochen in:
- KIOJ1913
- Lichtbildbühne No. 13, 1913.
- Lichtbildbühne No. 14, 1913.
- Kinematograph No. 328, 1913.
- Kinematograph No. 392, 1914.
- Der Film No. 17, 1920.

und ist verzeichnet bei
- Verbotene Kinematographenbilder No. 100, 1913, S. 42.
- Birett: Verzeichnis in Deutschland gelaufener Filme, (München) No. 322, 1913, und No. 503, 1913.
- Lamprecht Band 13 No. 31
- GECD #23252

### Zur Figur der Nobody
„Der Kinofilm von 1913 zeigt die Detektivin ‚Miss Nobody‘, die mit Inbrunst durch menschenleere Stadtansichten wackelt und sich bei flimmernden Verfolgungsjagden auf schlecht zu erkennende Ganoven fast den Hals bricht.“

„Bereits 1913 entstand ‚Nobody – der weibliche Detektiv‘. Drei Filme lang jagte die Schauspielerin Senta Eichstaedt mit kühlem Kopf Verbrecher rund um die Welt: mit Augenmaske und weitem Cape […] Nobody verkleidete sich als Mann, sprang über Häuserdächer, flitzte per Seil durch Höhen und Tiefen oder ließ sich von Brücken ins Boot fallen.“

„Die Detektivin Mrs. Nobody (Senta Eichstaedt) jagte bereits 1913 selbstständig Verbrecher und übergab sie der Polizei. Die Filmfigur Nobody rückte den weiblichen Blick in die Mitte des Geschehens und machte die ‚Kunst des Beobachtens‘ zur Grundlage ihres Berufes. Eindeutig emanzipiert nahm sie Verfolgungen über Hausdächer auf, überwand mit einem Seil Höhen und Tiefen und verkleidete sich auch schon mal als Mann, um in Kleidungs- und Schuhwerkfragen gleichberechtigte Verfolgerin des Verfolgten zu sein.“

„Das Geheimnis von Chateau Richmond entfaltet die Rolle der den Blick besitzenden, ausspähenden, aufklärenden Frau in all ihrer liberalen Stärke … Der Film enthält die genreüblichen Verfolgungsjagden, Aufnahmen von städtischem Ambiente und technischen Errungenschaften wie Autos, Motorbooten usw. Mit diesen Reizen verbinden sich die Elemente von Verstecken, Entdecken, Maskerade, wie sie zu der stehenden Figur des Detektivs gehören, und gewinnen durch die weibliche Besetzung eine eigentümliche Bedeutung. Auffällig ist in den Nobody-Filmen die ausgeprägte Inszenierung des Blicks in Alltagssituationen – nicht irgendwelchen abenteuerlichen Umgebungen – und die Akzentuierung von Kleidung, nicht nur von Verkleidung. Es ist, als wäre aufregend genug, dass die Frau in der Öffentlichkeit auftritt und die Herrschaft über den Blick hat, als bedürfte es weiterer Attraktionen zu dem Augenblick nicht“

### Zum Film selbst
„Das Geheimnis von Chateau Richmond […] greift das Motiv des reaktionären Geheimbundes auf, der sich bei Kerzenlicht um einen Totenschädel versammelt und seine Mitglieder verpflichtet, ihr Vermögen an den Club abzutreten. Auch hier kommen die genre-üblichen Verfolgungsjagden zum Einsatz […], wobei die Detektivin in ihrer Berufsrolle beobachtend und spionierend gezeigt wird und gleichzeitig in ihren Blicken auf den Mann fixiert.“